# 新鶴見信号場
新鶴見信号場（しんつるみしんごうじょう）は、神奈川県川崎市幸区鹿島田・小倉にある、東日本旅客鉄道（JR東日本）の信号場である。
前身は、日本三大操車場のひとつであった新鶴見操車場であり、1984年（昭和59年）2月のヤード集結形貨物輸送の終結に伴い一部機能を残して、操車場から信号場に変更されている。
本項では、前身の新鶴見操車場時代から今日に至るまでを説明する。

## 概要
当信号場は、旧・新鶴見操車場時代から東海道本線（品鶴線）、武蔵野線（武蔵野南線）、南武線（尻手短絡線）の結節点であり、前述の操車場から信号場に変更された以降においても、1日に200本以上の貨物列車が発着し、長距離貨物列車の中継地点としての役割を果たしている。
構内には上下本線2本と着発線が1番線から11番線まで存在する。構内の新川崎駅に隣接する場所には乗務員と車両が所属する新鶴見機関区が併設されているため、乗務員交代もしくは機関車の付け替え（機関車交換）を行う列車を中心に運転停車を行い、1、2分程度の運転停車や通過する列車は本線に、機関車交換や折り返しなどで数十分停車する列車は着発線に入線する。他に、東海道貨物線経由の相鉄線直通列車・特急「湘南」や関連の回送列車、団体専用列車や臨時列車などの一部旅客列車についてもこの信号場を経由している。
構内の鶴見寄りにある東海道貨物線と南武線（尻手短絡線）の合流点には、同じ新鶴見信号場構内でも割畑（わりはた）と呼ばれる地点が存在しており、品鶴旅客線新川崎駅 - 鶴見駅間に位置するが、この地点が当信号場の正式地点である。ただし、貨物時刻表等ではこの地点を新鶴見（割畑）もしくは単に割畑、電略表記では「ハタ」と記される。ここには東海道貨物線の上下本線の間に鶴見・尻手方面へ向けて機関車用の有効長の短い着発線1本が敷かれ、新鶴見機関区の機留線群との間で単機回送列車が直接入出区ができるようになっている。このため、実際にこの地点を発着する列車は、新鶴見機関区へ入出区する単機回送列車のみに限られている。
旧・新鶴見操車場の約42 ha（うち川崎市約30 ha、横浜市約12 ha）の広大な跡地の多くは長らく更地となっていたが、1990年代の末から再開発が行われてきている（詳細は後節を参照）。

## 乗り入れ路線
下記の路線は、いずれも当信号場の所属線である。
- 東海道本線（貨物支線、通称：品鶴線）
- 武蔵野線（通称：武蔵野南線）
- 南武線（貨物支線、通称：尻手短絡線）

## 歴史
- 1929年（昭和4年）8月21日：国鉄新鶴見操車場開設[1]。
- 1937年（昭和12年）：カーリターダー設置（試験導入、2基、日本初）。
- 1945年（昭和20年）：カーリターダー、戦災によって使用停止。
- 1969年（昭和44年）12月7日：操車場内に火炎瓶が投げ込まれて炎上するテロが発生。通過予定の弾薬を積んだ貨車を狙った過激派の犯行[9]。
- 1984年（昭和59年）2月1日：信号場に降格、新鶴見信号場となる[10]。
- 1987年（昭和62年）4月1日：国鉄分割民営化により、JR東日本の施設となる[10]。

## 新鶴見操車場

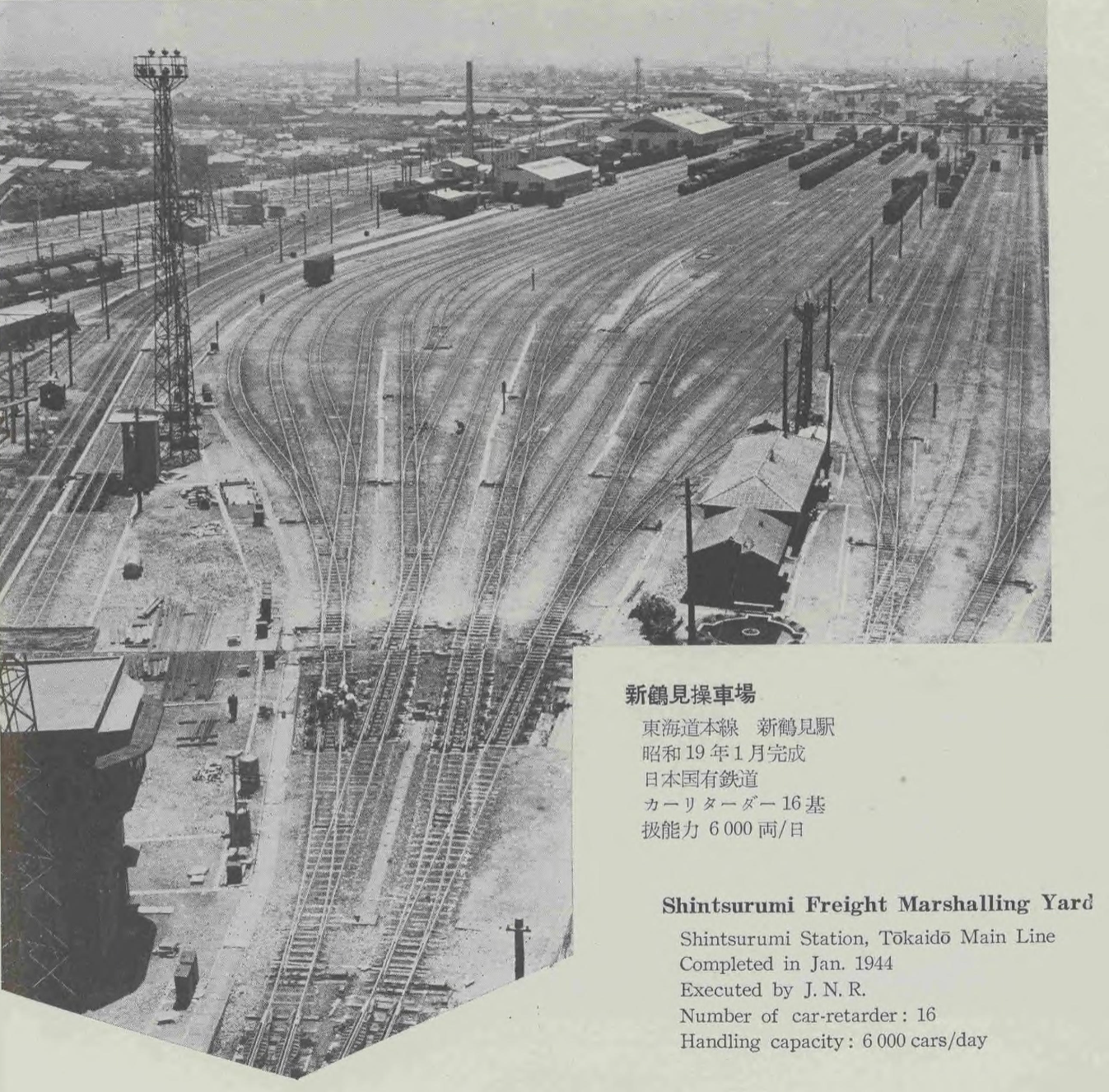
新鶴見操車場（1954年）

前身の新鶴見操車場は、吹田操車場、稲沢操車場と共に、日本三大操車場のひとつであった。
貨物量の増加に伴い、当時の東京の東海道本線の貨物拠点駅であった汐留駅や品川駅の負担を分散するために、東海道本線貨物支線の品鶴線開通と同時に営業を開始。車両基地も置かれ、東海道本線と東北本線や中央本線を結ぶ貨物列車の中継点（入換作業が行われた）として、貨物列車のシステムチェンジが行われる1984年（昭和59年）まで、半世紀以上に渡り、大宮操車場や田端操車場などとともに、東京周辺の主要な操車場として機能した。
南武線との連絡に関しては現在は1951年（昭和26年）に敷設された尻手短絡線が使用されているが、操車場の開業当初は南武鉄道が向河原駅から短絡線を建設、操車場に隣接して市ノ坪駅を設置して貨物の授受を始めた（南武鉄道国有化時に市ノ坪駅は新鶴見操車場に統合）。1973年に向河原駅からの短絡線が廃止され、同時にそれまで営業キロ設定のなかった尻手短絡線が正式に営業路線として開業して現在に至っている。

### 旧・操車場跡地利用の現状
旧・操車場跡地は国道1号付近から横須賀線沿いに、新川崎駅付近まで延びる。横浜市側の跡地のうち、比較的細長い土地は、一戸建て住宅の敷地として分譲された。広い用地が確保できた新鶴見・江ヶ崎地区には、総合病院やマンション、横浜市立新鶴見小学校や老人ホームが建設された。
江ヶ崎跨線橋の市境を挟んで川崎市側には、小倉地区と新川崎地区に分けられる広大な跡地が広がる。川崎市では、1991年（平成3年）に都市拠点総合整備計画を策定し、都市計画道路の整備、横須賀線の新駅設置、ドーム型運動施設（老朽化した川崎球場に代わるドーム球場または一般野球場）の建設など、川崎市の副都心として大々的に整備することを発表し、また、川崎市営地下鉄予定線の車両基地として整備することも検討された。しかし、経済状況の変化によって財政事情が厳しくなり、計画は大幅に見直すことを余儀なくされた。2000年（平成12年）に、慶應義塾大学が新川崎タウンキャンパス（K²タウンキャンパス、Kスクウェアタウンキャンパス）を置いたほかは、新川崎地区・小倉地区とも、長らく更地とされてきた。
ようやく2005年（平成17年）1月に、川崎都市計画新川崎地区地区計画を決定すると、新めて再開発が始動した。計画によれば、新川崎駅より北側のA街区は「ものつくり」、新川崎駅周辺のB街区は「商業・業務・住宅複合」、B街区とK²タウンキャンパスに挟まれたC街区は「商業・住宅複合」、K²タウンキャンパスを中心としたD街区は「創造のもり」、小倉地区を中心としたE街区は「研究開発」の機能をそれぞれ担わせる。この計画に沿って、長谷工コーポレーションら6社がマンションを建設し、2007年（平成19年）にはパイオニアが研究開発施設を設け（2009年〈平成21年〉には本社も移転）、2008年（平成20年）には島忠ホームズ新川崎店が開店した。またA街区では、自然科学系の研究開発機関又は研究開発型の高度な技術力をもつ中堅・中小製造業の立地誘導を図るため、これらを対象とした入札による売払（貸付）を実施した。
また、前身である東北本線荒川橋梁および常磐線隅田川橋梁の時代から100年以上が経過し老朽化が進んでいた江ヶ崎跨線橋についても、2007年（平成19年）より架替がおこなわれ、2013年（平成25年）3月28日に新橋梁が開通した。撤去された旧橋梁のうち、旧隅田川橋梁のプラットトラス1連が短縮の上で横浜市中区新山下にある霞橋の架け替えに再利用されることになり、こちらも2013年（平成25年）3月21日より供用されている。

## 隣の駅
東日本旅客鉄道（JR東日本）・日本貨物鉄道（JR貨物）
東海道本線貨物支線（品鶴線）
新川崎駅 - 新鶴見信号場 - 鶴見駅
武蔵野線（武蔵野南線）
鶴見駅 - 新鶴見信号場 - 梶ヶ谷貨物ターミナル駅
南武線貨物支線（尻手短絡線）
尻手駅 - 新鶴見信号場 - 鶴見駅

## 周辺
- 東日本旅客鉄道新川崎駅・鹿島田駅・矢向駅・尻手駅
- 夢見ヶ崎動物公園
- 三菱ふそうトラック・バス 川崎製作所・技術センター